# Charles Héger
Charles Emile Victor Marie Marcel Héger (Brussel, 26 mei 1902 - Namen, 16 maart 1984) was een Belgisch politicus en minister voor de PSC.

## Levensloop
Als kandidaat in de rechten aan de ULB werd Héger beroepshalve hereboer in Vedrin. Tevens was hij advocaat en docent aan de Sociale School van Namen.
Hij werd eveneens politiek actief voor de PSC en zetelde voor deze partij van 1946 tot 1958 in de Kamer van volksvertegenwoordigers, waar hij van 1949 tot 1950 secretaris was. Vervolgens zetelde hij van 1958 tot 1974 als rechtstreeks gekozen senator in de Belgische Senaat. Van 1957 tot 1958 zetelde hij bovendien in de Raadgevende Interparlementaire Beneluxraad, van 1971 tot 1974 in de Cultuurraad voor de Franse Cultuurgemeenschap en van 1971 tot 1974 in het Europees Parlement.
Van 1950 tot 1954 en van 1960 tot 1972 was hij eveneens minister van Landbouw en van juni tot november 1958 minister van Binnenlandse Zaken.